# ソニック・ザ・ヘッジホッグ
ソニック・ザ・ヘッジホッグ（英: Sonic the Hedgehog）は、セガのビデオゲームに登場するキャラクター、ゲームタイトルそのもの、およびマスコットキャラクターの一人。通称ソニック。また、スピンオフ作品である漫画やアニメーションにも登場している。

## 概要
姿は、青いハリネズミ（英語でヘッジホッグ）を擬人化したもので、生みの親はキャラクターデザイナーの大島直人、ゲームデザイナーの安原広和、プログラマーの中裕司である。特技は音速より速く走れることで、この能力は彼の登場するゲーム上では重要な部分を占め、また、彼そのものを指す大きな特徴でもある。
100万本以上の販売が見込めるゲームと、セガのマスコットとなるキャラクターとして生み出された。以降、ソニックは世界で最も知られたビデオゲーム・キャラクターの一人となり、彼の名前を冠したゲームは2011年4月までに全世界で7000万本以上を売り上げている。
2005年にはマリオやリンクと共に、メトレオンの「ウォーク・オブ・ゲーム」に最初に選ばれたゲームキャラクターの一人となった。2008年にはイギリス売り上げNo.1の新聞「デイリー・テレグラフ」による最も好きなゲームキャラクターのアンケート調査で堂々の第一位に選ばれた。さらに、ソニック・ヘッジホッグというタンパク質とこれをコーディングする遺伝子の名前にもなっている。
マッキャンエリクソンのカスタマーインサイトディレクターのデビッド・マッコーガンは、アジア人はMade in Japanを楽しくて、おしゃれで、品質がいい、未来の象徴と考えており、アジアの歴史において最も影響力のある人物として、マリオとソニックをあげている。
ソニックシリーズ初代作品であるMD版（海外ではジェネシス）のソニック・ザ・ヘッジホッグは海外では1991年6月23日、日本では同年7月26日に発売されている。
1998年5月31日には、日本の第1号の立体商標として登録されている。
2007年には「マリオ&ソニック AT北京オリンピック」にて、長年ライバルとされてきた任天堂のマリオと初めて競演し、それ以降、たびたび彼との競演する機会が増えている。
2012年11月2日に公開されたディズニー映画『シュガー・ラッシュ』には、敵役であるエッグマンと共にカメオ出演している。
セガグループ再編に伴い、2015年4月1日付で知的財産権はセガからセガホールディングスへ移動した。
2016年5月5日には、アメリカニューヨーク州ロチェスターにあるザ・ストロング国立遊び博物館が発表する世界ビデオゲームの殿堂に第1作目が選出され、殿堂入りを果たした。

## 歴史

### ソニックの誕生
1990年4月、セガはマリオに対抗するため、100万本以上の販売が見込めるゲームと、セガのマスコットとなるキャラクターを要求した。第8研から複数の案が提出され、その中にはアルマジロ（マイティー・ザ・アルマジロの元となった）、イヌ、オオカミ、肥満のセオドア・ルーズベルト（Dr.エッグマンの元となった）、ウサギ（耳を伸ばして物を集めるという案があり、のちにこの案はリスター・ザ・シューティングスターに取り入れられた）などがあった。
大島直人はニューヨークを訪れ、これらの候補の描かれたプラカードを持って、通行人にどの案がいいかを聞き出した。
その結果、当初「ミスター・ニードルマウス」（ニードルは針、マウスはネズミの意で2つの語を組み合わせた和製英語）のコードネームで呼ばれていたハリネズミが一番多く選ばれ、その次に選ばれたのがルーズベルトだった。
大島はこのハリネズミが「ジェンダーや人種といった様々な違いを超えて受け入れられた」と感じた。
そして、音速の意であるソニック、ハリネズミの意であるヘッジホッグから、キャラクターの正式名称が「ソニック・ザ・ヘッジホッグ」に決定した。

### ゲーム製作の開始
15人のグループがメガドライブ版『ソニック・ザ・ヘッジホッグ』を作り始め、自分達をソニックチームと名乗るようになった。
ゲームのサウンドトラックはDREAMS COME TRUEの中村正人が作曲した（メガドライブ版のソニック1作目、2作目のBGMを担当）。セガはDREAMS COME TRUEの「WONDER 3」ツアーのスポンサーとなって、ツアーバスにソニックを描いたり、ゲームの広告が載ったパンフレットを配布したり、ゲーム発売以前にゲームの場面をステージで上映して広報に努めた。

### ソニックのデザインと設定
ソニックのキャラクターデザインにあたり、子どもでも描けるような単純なデザインと、当時のアメリカを示すようなクールな雰囲気を表すことが求められた。安原からの度重なる注文に対して大島が「描いてみろ」と言い返した際、安原はソニックを簡略化したイラストを描いてみせた。大島はそのイラストを気に入り、のちに企画書や日本語版の取扱説明書に採用された。大島は、Game Developers Conference2018の中で、「デザインした当時は良いキャラクターは単純な線で構成されていると思っていた」と述べ、強い個性を持たせることは考えておらず、「つながった目と青いハリネズミという二つの要素に、どこかで見たような安心できるキャラクターを作りたいと考えていた」と振り返っていた 。
ソニックのコバルトブルーのカラーリングはセガおよびソニックチームのロゴに合わせたものである。身体の色がコバルトブルーになった原因にまつわる物語はDisney Adventures、Garfield Magazineなどの子供向け雑誌に、ゲームの販促漫画として掲載された。のちにこの漫画を翻案した作品が、イギリスで出版されたMike Pattendenによるキャラクター本「Stay Sonic」に収録された。この物語によればソニックが初めて超音速で走ったときの衝撃波が彼の体を青く染め、針を流線型にさせたと説明されており、これ以降、Egmont Fleetway社の「ソニック・ザ・コミック」などイギリスで出版された漫画の多くがこの説を踏襲している。
ソニックの靴はマイケル・ジャクソンが『バッド』のプロモーションビデオで履いていた靴を元にデザインされ、カラーはサンタクロースをイメージして赤となった。
ソニックの性格は、1992年アメリカ合衆国大統領選挙の候補者だったビル・クリントンが期間中に展開したキャンペーン"Get it done" を基にしており、クールさを表現するためにやや尊大なキャラクター付けにした 。
大島は、セガの重役たちがキャラクターを理解しやすいよう、「ソニックはもともと、とげとげの髪型からハリネズミとあだ名された戦闘機パイロットがノーズアートに用いていたもので、退役後に彼が娶った絵本作家はソニックを主人公にした物語を書いた。」という背景設定を作り上げ、この物語が第一作のプロットになったと説明した。これは大島が飛行機のノーズアートの画集を持っていたことに由来しており、この背景設定に関連して、ソニックのロゴにはパイロットの翼のエンブレムが描かれた。
ソニックのキャラクター性には、プログラマーである中裕司が作成したドット・マトリックスを用いて曲線状を滑らかに移動するスプライトを表現できるアルゴリズムのデモ版も関わっている。
中の試作版はボールの中に入ったキャラクターが長く曲がりくねったチューブの中を素早く転がって移動する内容のプラットフォームゲームであり、このコンセプトは大島のキャラクターデザインと、安原のたてたレベル設計と結びついた。
また、ソニックが泳げないという設定は、中がハリネズミは泳げないものだと考えていたことに由来する。
初期案におけるソニックには牙があり、マドンナという人間の女性の恋人がいるという設定があったが、マデリーン・シュローダー率いるセガのアメリカ法人の開発チームから、アメリカのユーザーに受け入れてもらうにはこれらの設定を取り除くよう求められ、一時は日本のソニックチームと熱い議論が繰り広げられた。最終的にアメリカ側の要求は受け入れられ、中はこの選択が一番良かったとのちに振り返っている。
誕生日はシリーズ第1作目『ソニック・ザ・ヘッジホッグ』の、世界で初めて発売された北米版の発売日である「6月23日」に設定されている。
第1作発売後、セガ社内にキャラクター部が立ち上げられ、キャラクター部と大島はソニックの正確な年齢や身体的特徴などの設定を記載したキャラクターマニュアルを制作した。このマニュアルにおけるソニックは背が低く、丸っこい体つきで、針が短かった。第1作の時点でのソニックの針はヒレのようだったが、マニュアル制作にあたり、牧野卓が立体モデルを作成し、その後その立体物を基本として針の表現を決定した。
メガドライブ版『ソニック・ザ・ヘッジホッグ2』では、2頭身から2.5頭身に変更された。

1998年の『ソニックアドベンチャー』の発売にあたり、上川祐司による再デザインが行われ、背が高く、足も長く、体の丸みは減り、針は長くて寝かせぎみに、虹彩は緑色になった。それ以降のゲームでも微妙な変更が加えられている。たとえば、2006年の『ソニック・ザ・ヘッジホッグ』では、人間のキャラクターが多く登場する世界観に合わせ 、かつ次世代のプレイヤーに受け入れてもらえるようにするため、より背が高く大人びたデザインに変更された。
漫画やアニメといったスピンオフ作品はこれらのビデオゲーム版デザインに更にバリエーションを加えているが、公式デザイン（モデルシート）の基準によってある程度の制限を受けている。
『ソニックトゥーン』では通常のソニックシリーズとは別ブランドとして展開される事に伴い、ソニックのキャラクターデザインも一部変更されており、腕が従来のシリーズの肌色ではなく青色となり、首にスカーフを巻き、頭のトゲの本数も少し増えている。

### キャスティング
1998年に発売された『ソニックアドベンチャー』以降、多くの作品では金丸淳一が担当しており、海外向けに制作する場合も金丸の声を基準としている。
同作以前の作品はドット絵かつボイスがないことから、ソニックのしゃべり方の設定されていなかったため、スタッフたちは話し合いを重ねた末に、ベースとなるキャラクターを作った。
シリーズに携わってきた飯塚隆は、当初ソニックに声を付けることには抵抗感があったものの、シリーズの将来のためには声を付けるべきだと考えた。
また、この時点においてソニックは日本よりも海外で人気があったことから、英語交じりの口癖にするという方針が立てられた。
そして、時間をかけてデモテープによる選定を行い、金丸淳一の声がソニックにふさわしいと考えた。
そして、金丸が海外ドラマ『愉快なシーバー家』の吹き替えに参加していた際、そのドラマの音響監督の木村絵理子の頼みで英語のセリフを話したところ、ソニック役を探すために控室にいたセガの関係者がこれを聞いて起用した。
金丸は初めて台本を読んだ際、「なかなか一筋縄ではいかないヤンチャ坊主だな」というの印象を抱いたとする一方、ソニックの話し方のうち、「決め台詞を『英語』、『日本語』の順に言う傾向があり、日本語の部分には『おいでなすった』など江戸っ子のような口調になる」という点が面白いと話しており、これが自分の声に合っていたのだろうとも話している。
たとえば、「A piece of cake！ 楽勝だぜ！」というセリフは、同じ意味を2度別の言語で話すというものであり、飯塚はよくよく考えるとややおかしな台詞だが、それがソニックらしいとも対談の中で話している。
また、金丸は、ソニックの台詞は元気に発音するアクション系の台詞が多いとする一方、優しく語り掛けるようなセリフが少ないため、彼のやさしさを表現するのに苦労したとも話している。
ソニックを演じるにあたり、金丸は「ちょっと生意気でちょっとエッジーで」という部分を外さないようにしていると対談の中で話しており、Dr.エッグマンを演じていた大塚周夫から受けた「悪役もだたの悪役で終わるとつまらない。なんかツッコミどころがあったりしないと。だから金丸も、生意気なだけじゃなくてどこか愛されるポイントを持つと、おもしろくなるぞ」というアドバイスも忘れないようにしていると述べている。

## 登場作品

### ゲーム
ソニックのデビューは1991年2月にアーケードゲームとして発売された『ラッドモビール（ゲイルレーサー）』であり、プレイヤーの操縦する車のコックピットに吊されたアクセサリーとしてゲスト出演した。その後メガドライブ版『ソニック・ザ・ヘッジホッグ』（1991年）で正式登場、敵役のDr.エッグマンもここで登場している。相棒のテイルスとソニックをモデルにしたロボットのメカソニックは続編の『ソニック・ザ・ヘッジホッグ2』（1992年）で登場し、ソニックのスーパーソニック形態とスピンダッシュもここで導入された。『ソニック・ザ・ヘッジホッグCD』（1993年）ではガールフレンドを自称するエミー・ローズと、メカソニックと同じくソニックをモデルにしたロボットのメタルソニックが登場し、ソニックは世界の良き未来のために時間を旅する。『ソニック・ザ・ヘッジホッグ3』（1994年）と『ソニック&ナックルズ』（1994年）ではソニックとテイルスが再びDr.エッグマンと戦い、また本作で登場したナックルズ・ザ・エキドゥナはDr.エッグマンに騙されてソニックと敵対する。1995年12月にセガサターンで発売されたアクションゲーム、『Bug!（バグ! ジャンプして、ふんづけちゃって、ぺっちゃんこ）』でもソニックがゲスト出演しており、プレイヤーが操作する主人公のバグが、ボーナスレベルでゴールを目指して、ソニックと対戦する。
他にソニックが登場する2Dゲームには『ソニック&テイルス』（1993年）、『ソニック&テイルス2』（1994年）、『Gソニック』（1996年）、『ソニック・ザ・ヘッジホッグ ポケットアドベンチャー』（1999年）がある。2001年からソニックの2Dゲームは任天堂の携帯ゲーム機へ供給されるようになり、『ソニックアドバンス』（2001年）、『ソニックアドバンス2』（2002年）、『ソニックアドバンス3』（2004年）、『ソニック ラッシュ』（2005年）、『ソニック ラッシュ アドベンチャー』（2007年）が出ている。
ソニックの3Dゲームは『ソニックアドベンチャー』（1998年）が最初で、第1作を開発したソニックチームが担当している。ソニックが長い旅から帰ってきたところ、ステーションスクエアの町がカオスという液状生命体によって攻撃されているのを見つけ、難なくカオスを撃退するも、カオスを利用し世界征服を企むソニックの宿敵であるDr.エッグマンとカオスエメラルド争奪戦を繰り広げることになる。本作ではソニックにホーミングアタックが導入され、またレベルアップアイテムによってさらなる能力を得られる。3Dアドベンチャー場面ではフィールド上を自由に探索して、キャラクターと話したり物体と関わることができる。今回初めて常に喋るようになったソニックに加え、テイルス、ナックルズ、エミー、ガンマ、ビッグ、スーパーソニックを操作できる。『ソニックアドベンチャー2』（2001年、第1作から数えて10周年目）では新たな敵のシャドウ・ザ・ヘッジホッグと間違えられたソニックが軍に捕らえられ、逃げ出すことになる。今作で初めてDr.エッグマン、シャドウ、ルージュといった敵役を操作できるようになった。またソープシューズを使ったグラインディングがアクション要素に加わり、これはチームプレイを導入した次の作品『ソニックヒーローズ』（2004年）にも受け継がれた。15周年作品である『ソニック・ザ・ヘッジホッグ』（2006年）では未来から来た強力な存在、シルバー・ザ・ヘッジホッグが登場する。Wii用ゲーム『ソニックと秘密のリング』（2007年）は3Dゲームでは初めて、メインモードでソニック一人だけが操作可能になった。20周年作品である『ソニック ジェネレーションズ』（2011年）では、メガドライブ版のデザインのソニックとソニックアドベンチャー以降のデザインのソニックが共演する。
過去のゲームを収録したオムニバス版として、『ソニックジャム』（1997年）、『ソニック メガコレクション』（2002年）、『ソニック ジェムズ コレクション』（2005年）が出ている。日本未発売だが、『SONIC Classic Collection』（DS）も出ている。
以上で述べた2D・3Dプラットフォームゲーム以外のジャンルでもソニックは数多くのゲームで活躍してきた。まず最初はピンボールゲームの『ソニック・スピンボール』（1993年）で、第1作・第2作にあったピンボール要素をふくらませたものである。『ソニックピンボールパーティー』（2003年）では『ナイツ』など他のソニックチームのキャラクターと共演している。それから2.5Dとも言えるクォータービューのゲーム、『ソニックラビリンス』（1995年）と『ソニック3D フリッキーアイランド』（1996年）がある。レースゲームでは『ソニック ドリフト』（1994年）、『ソニック ドリフト2』（1995年）、『ソニックR』（1997年）、『ソニックライダーズ』（2006年）、『ソニックライバルズ』（日本未発売）（2006年）、『ソニックライダーズ シューティングスターストーリー』（2008年）『ソニック&セガ オールスターズ レーシング』（2010年）『ソニック フリーライダーズ』（2010年）『チームソニックレーシング』（2019年）が出ている。格闘ゲームとしては『ソニック・ザ・ファイターズ』（1996年）、『ソニックバトル』（2003年）がある。
ソニック以外の脇役たちがメインで活躍するゲームとして、『ドクターエッグマンのミーンビーンマシーン』（1993年）、『テイルスのスカイパトロール』（1995年）、『テイルスアドベンチャー』（1995年）、『カオティクス』（1995年）、『シャドウ・ザ・ヘッジホッグ』（2005年）、『シャドウ ジェネレーションズ』（2024年）が存在する。これらの作品ではソニックが脇役として出演している。
それ以外にもソニックがゲスト出演するゲームとしては『アイルトン・セナ スーパーモナコGPII』（1992年）、『F1』（1993年/日本未発売）、『ヘブンリーシンフォニー』（1994年）、『新創世記ラグナセンティ』（1994年）、『クリスマスナイツ』（1996年）、『ジャイアントエッグ 〜ビリー・ハッチャーの大冒険〜』（2003年）、『サンバDEアミーゴ』（Wii版）（2008年）、『農園ホッコリーナ』（2012年）などがある。

### アニメーション
ソニックが登場するテレビアニメはいくつかある。最初は『アドベンチャーズ・オブ・ソニック・ザ・ヘッジホッグ』（1993年）である。この作品はアメリカで平日に放送され、ソニックとテイルスの冒険やDr.エッグマンとの戦いをコミカルに描いた。同時期に『ソニック・ザ・ヘッジホッグ』（1993から1995年）が米ABCで土曜日の朝に放送された。ソニックと仲間の自由を求める戦士たちが、33世紀の世界で惑星モビウスを救うためにマッドサイエンティストの科学者Dr.エッグマンと戦う。
『ソニック・アンダーグラウンド』（1999年）はアメリカ、イギリス、フランスで放送された。前述の2作品と物語上のつながりはないが、共通する要素はいくつかある。ソニックの妹のソニア・ザ・ヘッジホッグ、弟のマニック・ザ・ヘッジホッグ、彼らの母親であるアリーナ女王が登場し、彼ら4人が「カウンシル・オブ・フォー」としてモビウスを取り戻すためにDr.エッグマンと戦う作品である。ソニックが持つ魔法のメダルはエレクトリックギターに変形する。
日本ではOVAとして『ソニック・ザ・ヘッジホッグ』（1996年）が出ている。『ソニック・ザ・ヘッジホッグCD』が元になっており、ソニック、テイルス、ナックルズ、Dr.エッグマン、メタルソニックが登場する。アニメーション制作はスタジオぴえろ（後のぴえろ）が担当した。アメリカでは『ソニック・ザ・ヘッジホッグ：ザ・ムービー』のタイトルで出ている。
2003年よりテレビシリーズ『ソニックX』が放送された（日本：2003から2004年、アメリカ：2003から2006年）。アニメーション制作はトムス・エンタテインメント（旧：東京ムービー）が担当。この作品では時空の歪みによってソニックと仲間たちが人間の世界に飛ばされるというゲーム版のソニックシリーズとは異なったアニメオリジナル設定になっている（ただし第2シーズンの舞台はソニックたちの世界の宇宙である）。他のテレビシリーズと同様、この作品でもゲームにはない独自の物語が描かれるが、長編エピソードなどでは『ソニックアドベンチャー』および『ソニックアドベンチャー2』、『ソニックバトル』や『ソニックヒーローズ』などゲーム版のストーリーや設定を下敷にしている。ゲームの音楽が使われたり、ゲームとよく似たシーンが描かれることがある。
なお、『ソニックX』は欧米諸国の放映では全78話あるが、日本では52話までしか放送されていない（ただし、物語は一応52話で完結している）。日本で未放送である26話分のエピソードは東京ムービーONLINEなどのオンライン配信サイトで2009年8月6日に配信された。
2014年に『ソニックトゥーン』が北米で放送される。日本では2017年にNetflixで配信(第1シーズンのみ)。ゲームとして発売された『ソニックトゥーン』と世界観を共有し、ソニック達のコミカルな日常が描かれている。
2022年、新作アニメ『SONIC PRIME』がNetflixにて配信。この作品では並行世界を題材とし、パラドックス・プリズムの破壊によって生まれた別世界（シャッター・バース）を巡り、ソニックの仲間によく似たシャッター・バースの住民達を交えた冒険が展開される。合計3シーズン、全23話。

### 実写作品
- ソニック・ザ・ムービー(Sonic The Hedgehog) - 2020年の第1作
- ソニック・ザ・ムービー/ソニック VS ナックルズ(Sonic The Hedgehog 2) - 2022年の第2作
- ソニック×シャドウ TOKYO MISSION(Sonic The Hedgehog 3) - 2024年の第3作

### 漫画と本
ソニックが最初に漫画に登場したのはDisney Adventures誌に掲載された広告漫画で、同じものがMean Machines誌の折り込み広告にも掲載された。この漫画では優しい科学者であるDr. Ovi Kintoborが邪悪なDr. Ivo Robotnik（Dr.エッグマン）へ変化したことへのソニックの関わりが描かれた。またソニックが元は茶色だったというショッキングな事実も描かれた。セガのハンドブックである「Stay Sonic」（1993年）、Virgin Booksから出版された4冊の小説（1993から1994年）、漫画ソニック・ザ・コミック（1993から2002年）といったイギリスの出版物は前述のエピソードを下敷にしている。
アメリカのアーチー・コミックから出版された漫画『ソニック・ザ・ヘッジホッグ』（1993年から2017年）および『ソニックX』（2005年から2009年まで連載）はそれぞれABCで放映されたアニメと、『ソニックX』が元になっている。前者はアメリカの漫画の歴史上、版権付き作品の中ではマーベル・コミックの『英雄コナン』に次ぐ2番目に長い連載になっている。また、2018年から、IDWパブリッシングから、新しいシリーズが連載されている。2020年には日本語版での発売が決定した。
日本では1992年に小学館の学習雑誌各誌に本作品を題材にした漫画が連載された。作画はひかわ博一、木村光雄、森本サンゴと掲載誌によって異なるが、いずれも原案は寺田憲史となっている。『小学四年生』では漫画ではなく小説が掲載され、こちらは著者が寺田憲史、挿絵が松原徳弘となっている。いずれもコミックス化はしていない。
今のところ日本でソニックの漫画がコミックス化されているのは、2002年2月号から2005年2月号まで『別冊コロコロコミック』で連載されていた春風邪三太が描く『ダッシュ&スピン 超速ソニック』（小学館）だけである。コミックス版は全2巻出版されている。他に2008年9月号から2012年3月号まで『デンゲキニンテンドーDS』で連載されていた広のまことが描く『ソニック・ザ・ヘッジホッグ』や1992年8月号から1994年4月号まで『別冊コロコロコミック』で連載されていた田中康一が描く『ソニック・ザ・ヘッジホッグ』があるが、こちらはコミックス化はしていない。いずれの2作品はギャグ漫画である。
『月刊コロコロコミック』では2025年7月号から今田ユウキによる『ソニックと勇気のつるぎ』が連載されている。同作はオリジナルストーリーが描かれている。
また、『メガドライブ公式ガイドブック ソニック・ザ・ヘッジホッグ2』（小学館）には森本サンゴが描いた漫画が収録されている。

### ゲスト出演と人気
日本国内よりも海外での人気が高く、世界的に見れば非常に人気の高いキャラクターである。登場して2年目の調査では一時期マリオの人気を越えたことが、Gameplayers誌の1993年6月号のアンケート調査で判明していた。その人気の高さのためにソニックは様々な文化において言及される存在となっている。ショウジョウバエの胚の分節に関係する遺伝子のクラスにヘッジホッグ遺伝子というものがあり、その中の一つはソニックから名前を取ってソニック・ヘッジホッグと命名されている。
セガがスポンサーとなったスポーツチームにもソニックは登場する。1993から1997年にかけてセガはサッカークラブのジェフユナイテッド市原（後のジェフユナイテッド市原・千葉）のスポンサーとなり、その間チームのユニフォームにソニックが描かれた。1993年のフォーミュラ1チャンピオンシップではセガがウィリアムズF1のスポンサーとなり、この年にはチームがコンストラクターズチャンピオンを、ドライバーのアラン・プロストが世界チャンピオンを獲得するというダブルタイトルに輝いた。ソニックの姿はウィリアムズ・FW15Cやヘルメットに描かれた。ライバルチームのマクラーレンはウィリアムズを下してレースに勝利するたび、ぺちゃんこに潰されたハリネズミの絵を車の横に描いた。同年のヨーロッパGPで雨の中アイルトン・セナが勝利したときは、イギリスのAutosport誌で「Senna's mega-drive（セナのメガ・ドライブ）」という見出しが付いた。このヨーロッパGPはセガが冠スポンサーをしていたため、ソニックのアドバルーンや大型看板が見られ、レースクイーンはソニック風のコスチュームを着用し、優勝したセナにはソニックをかたどったトロフィーが贈られた。
1996年にゲームキャラクターとしては初めて、ソニックはローズパレード（en:Tournament of Roses Parade）に登場した。またメイシーズ感謝祭パレードに登場したゲームキャラクターはソニックとピカチュウだけである。
ソニックは数々のテレビ番組へゲスト出演している。その一つはザ・シンプソンズの『マージの誇り』の回で、彼はバートの想像の中でマリオ、ルイージ、ドンキーコングとともに登場し、ゲームを盗むようにバートを説得したり、『That '90s Show』ではエミー・ローズと共に広告に登場している。他にも『Hi Hi Puffy AmiYumi』の「Camping Caper」の回、『Megas XLR』、『15/Love』、『Space Ghost Coast to Coast』、『マッドTV!』、『Roseanne』といった番組でソニックへの言及があった。2006年版ソニック・ザ・ヘッジホッグについてはMSNBCのニュース番組『カウントダウン・ウィズ・キース・オルバーマン』で取り上げられた。ソニックは『ジングル・オール・ザ・ウェイ』、『最後の恋のはじめ方』、『ウェインズ・ワールド』といった映画の中でも言及されている。また有名ゲーム情報サイトであるGameFAQsのキャラクターバトル・コンテストでソニックは健闘しており、2006年には四強に残った。アメリカのアニメーション映画『シュガー・ラッシュ』では冒頭で、ゲーム界のキャラクターたちに「他のゲームで死亡すると二度と復活できない」というこの作品におけるゲーム世界の掟を教える役として登場し、更にアメリカのSF映画『レディ・プレイヤー1』では、終盤の最終決戦で一瞬だけ登場している。また、『シュガー・ラッシュ:オンライン』予告編でも、主人公たちにWi-Fiの説明している。
プロペ設立以前の中裕司の言によれば、任天堂のゲームソフト『大乱闘スマッシュブラザーズDX』のソニック参戦を同社に打診するつもりだったが、「時間的制約でそれ以上話を進めることができなかった」と明かされている。
2006年8月、ゲーム情報誌『Tips & Tricks』が伝えたところによれば任天堂の宮本茂がインタビューで、『大乱闘スマッシュブラザーズX』（以下スマブラX）の新キャラクターとして、ユーザーから最も要望が高かったのはソニックであること、任天堂がセガと中裕司に提案し、セガからの回答待ちであることを明かしていた。『ソニックと秘密のリング』のプロデューサー小川陽二郎はイギリスの任天堂公式サイトのインタビューで、「個人的にはソニックのスマッシュブラザーズへの参戦は大歓迎だが、それはセガと任天堂の間のマネージメントであり自分は関わっていない」と語った。
2007年10月10日、「任天堂カンファレンス2007.秋」においてソニックが『スマブラX』に参戦することが発表された。なお、『スマブラX』発売以前の2007年11月に、ニンテンドーDSならびにWiiで発売された『マリオ&ソニック AT 北京オリンピック』で一足早くマリオたちとの競演が実現しているが、このゲームを作るために行われた打ち合わせの際に『スマブラX』にソニックを出演させることを決めた。
『スマブラX』では全キャラクターの中でも走行スピードが断トツであり（カメラがその速さに追いつけない程）、スピンダッシュを始めとした高速での攻撃を得意とする。スピード重視に調整されている為、全体的な攻撃力は若干低めであり、決定打と言える技も決して多くはない。また、体重も軽めであるため攻撃を受けた際にふっとびやすくなっている。スマブラXのゲームモードの一つ、「亜空の使者」では、そのシナリオがほぼ完成した頃にソニックの参戦が決まったため、最終決戦直前、他のファイターが来る前に突然最終ボスのタブーの前に単独で現れて特攻を仕掛ける、という唐突な展開になっており、どうやって亜空間に潜入したのかなど、彼に関する話は全く語られていない。最終決戦に必ず参加できるキャラクターの一人。「最後の切りふだ」はカオスエメラルドの力でスーパーソニックに変身し、縦横無尽にステージを飛び回って攻撃する。
2014年の『大乱闘スマッシュブラザーズ for Nintendo 3DS / Wii U』と2018年の『大乱闘スマッシュブラザーズ SPECIAL』にも引き続きゲスト参戦している。
『ぷよぷよ』シリーズにおいては、アイテムやぷよの形状としていくつかのタイトルで登場していた他、2006年3月23日に『ぷよぷよフィーバー 〜ぷよぷよ15周年カーニバル版〜』にて期間限定で対戦可能なゲストボス、2017年1月25日に『ぷよぷよ!!クエスト』にて期間限定イベントで入手可能なカードとして、それぞれ本人がゲスト出演した。その後、2021年1月14日には『ぷよぷよテトリス2』の第1弾アップデートにてゲスト出演を果たし、対戦型の『ぷよぷよ』において初のプレイアブルキャラクターとなった。
2022年には5月20日からDisney+にて独占配信されている『チップとデールの大作戦 レスキュー・レンジャーズ』にて『ソニック・ザ・ムービー』の予告編で不評だった最初のキャラクターデザインの実写ソニックが「アグリー・ソニック」として登場している。

## 性格
さまざまなゲームでほのめかされているように、ソニックは風の体現者である。自由な魂と冒険心の持ち主で、生きたいように生きることの自由さを何よりも大切にしている。
一人称は「オレ」。年齢は15歳。冷静沈着かつ横柄だが、少し短気で、少しプライドが高く、深く考えずに状況の中に飛び込むこともよくある。しかし自信は揺るぎなく、それはいかなる困難を前にしても変わらない。基本的に怒ったりする様子は見られない。好きな食べ物はチリドッグで、ユーロビートのような速いテンポの曲が好き。ロック・ミュージックに興味を示しており、公式アートやソニックアドベンチャーの海外版テレビCMはDJの趣味があることを示唆している。またソニックがブレイクダンスをたしなむことも複数のゲームで示されている。自分の正義には正直で困っている人を見ると放ってはおけず、人を助けるためならルールを無視することもある。敵であるエッグマンとはよく憎まれ口を叩いたり、間抜けな所をからかったり、彼のくだらない悪事に呆れかえることが多いが、ナックルズやエミーなどエッグマンを悪人として見ている仲間たちほど彼のことは嫌ってはおらず、むしろ彼の悪事を楽しんでいるようにも見える。『マリオ＆ソニック』のアドベンチャーツアーズではマリオ同様競技以外では喋るシーンはなかった（ほとんど反応はマリオと同じ）がメタルソニックやシャドウを見たキノピオが彼らをソニックと勘違いしたことを怒る場面がある（マリオはすぐにソニックではないことに気づいた）。
鈍重さや悲哀を好まないが、本当に嫌っているのは自由への抑圧である。『ソニックアドベンチャー2』で監獄に閉じ込められた際の言動から、自分が思うように走れない状況を嫌悪している模様。他人の命令に従うよりも自由でいることを好む。プレイヤーがボタンを押さずに放置していると腕時計を見てプレイヤーを急かしたり、それがあまりに長時間に及ぶ場合は自らステージから飛び降りてゲームを放棄したりする。ソニックアドベンチャーシリーズにおけるソニックのテーマソング「It Doesn't Matter（関係ないね）」は彼の性格の一端を説明している。
ドリームキャスト版『ソニックアドベンチャー』よりフルボイスで声を当てられるようになってからは、そのセリフの端々で、日本語の合間にネイティブ寄りに近い英語が織り交ぜられた。これは担当声優の金丸淳一の特技に由来する（後述の通り『ソニックワールドアドベンチャー』でのウェアホッグの姿では声優が関智一のため、英語はあまり話さない）。

## 能力

### スピード
ソニックは1993年にアメリカで放送されたアニメ『ソニック・ザ・ヘッジホッグ』のテーマソングで「The Fastest Thing Alive（最も速い生き物）」と歌われた通りスピードが最大の特徴で、その走る速さはマッハ1を超える。一回転するシャトルループをも走り抜ける様はその速さを表すために頻繁に用いられる。また後ろ向きでも同様に走れることが、『ソニックヒーローズ』におけるチーム・ソニックのオープニングや、『ソニックX』の第1話で示されていた。
ゲーム中では彼のスピードの由来は説明されていないが、アメリカのソニック公式サイトでは「生まれ持った能力」だとした。一方で、1991年にDisney Adventures誌などに掲載された広告漫画ではソニックの過去が語られており（のちに「Stay Sonic」や「ソニック・ザ・コミック」といったイギリスの出版物でも用いられている）、彼の常軌を逸した走行能力はハイテク・ランニングマシンを使って音速を超えるまでトレーニングした結果だとされる。
「Stay Sonic」によれば彼の最高記録は時速761マイル（約1225キロメートル）であるが、Archie Comics版の漫画ソニック・ザ・ヘッジホッグでは読者からの手紙に答える形でソニックはマッハ2の速度を出したことがあり、スーパー形態では光速に達すると述べられている。
ソニックの走行能力は年々強化されており、ソニックXやソニックアドベンチャー以降の作品では、上記の記録を超えている（ソニックアドベンチャーなどでは、アイテムやレベルアップすれば、通常形態でもライトダッシュ【光速移動】可能で「ソニックカラーズ」では、それを超えるシアン・レーザーで超光速移動ができるようになった）。DS版の『ソニックカラーズ』においても、データ分析をしていたオメガによって超光速を出していた事が判明している。ソニック本人もシャドウに対して「これが究極のスピードさ」と言ったり、他にも「オレが本気を出せばもっと速いぞ」と語っている。
エスピオにも「忍びの素質がある」などの評価を受けている。
『Stay Sonic』およびアニメ『アドベンチャーズ・オブ・ソニック・ザ・ヘッジホッグ』ではソニックの特徴的なスニーカーが、高速走行による摩擦熱から彼の足を守るものとされている。
初期の2Dゲームにおいてはソニックが最高速度に達すると、彼は両腕を前方へ突き出した。しかし2Dゲーム『ソニック・ザ・ヘッジホッグCD』、『ソニックアドバンス』においては最高速度時のアニメーションが変更され、両腕を真後ろまたは真横に突き出して体を前傾させるようになった。これは他作品の高速型キャラクターの走行フォームにも継承されている。
代表的『セガオールスターズ』の他『大乱闘スマッシュブラザーズシリーズ』などのクロスオーバー作品でも、共通してトップクラスのスピードを持つ設定がされている（『マリオ&ソニック』シリーズでは、彼と同等のシャドウやメタルソニックよりも走行速度が速く設定されていた）。しかしゲームバランスを保つために相対的に他の能力が低く設定され、上級者向けのキャラクターとして扱われる事も少なくない。

### 身体能力
ソニックの能力はハリネズミが防御のために体を丸める行為を発展させたものが多い。彼の基本的な攻撃は回転ジャンプ（スピンジャンプ）である。ソニックがジャンプすると共に体を丸めて回転し、接触する敵にダメージを与える。『ソニック・ザ・ヘッジホッグ3』で導入されたW回転アタック（ダブルスピンアタック）では、ソニックが周囲に旋風を一瞬だけ張ることで、敵からの射撃を防御しつつ若干広い範囲に攻撃することが出来る。
またソニックは走りながらボール状に丸くなることも可能で、その勢いのまま敵に体当たり攻撃をするスピンアタックもできる。この状態は通常の走行状態では到達できないスピードを出せるが、下り坂でない限り最高速度を維持することはできず、また行動の自由度が制限される。
『ソニック・ザ・ヘッジホッグ2』で導入されたスピンダッシュは停止状態から回転状態に素早く移行することや、急加速を可能にした。
『ソニック・ザ・ヘッジホッグCD』では直立した状態からのダッシュが導入され（足の動きから、漫画では「8の字」ムーブと呼ばれている）、スピンダッシュと同様に加速できるが、直立したまま走れることや、最高速度でも画面表示は常にソニックを中心に固定されている点で異なる。
『ソニックアドベンチャー』からソニックはホーミングアタック能力を手に入れた。これはジャンプして空中にいる間に加速するもので、丸まってそのまま敵に体当たりできる。ホーミングアタックは体当たりして弾かれたあとまたホーミングアタックを行なうことで、連続して何回も行なうことができる。
『ソニックアドベンチャー2』ではsorpシューズが導入され、ソニックはレールの上でグラインドする能力を手に入れた。
『ソニック ラッシュ』ではスーパーブーストを習得し、スピードに任せて敵をなぎ倒して走れる。以降の作品でも名前や仕様こそ違うものの、高速で体当たりして敵を倒すブーストアクションは採用されている。ソニックのアクションはブレイクダンスに影響された部分がある。このことは『ソニックバトル』の日本語版マニュアルにも記載されており、他の作品でもトリックアクションを決める事でゲームを有利に進行できる。
ソニックの基本的な能力はアイテムによって強化できる。なんらかの制限があるものとして『ソニック・ザ・ヘッジホッグ3』で導入されたフレイム・アクア・サンダーバリアや、『ソニック・ザ・ヘッジホッグ』（2006年）のジェムなど、また時間制限がないものとしては『ソニックアドベンチャー』のライトシューズなどがある。
ソニックは基本的に武器を使用しないが使えないわけではなく、『ソニックと暗黒の騎士』ではカリバーンによる剣技を披露し、並み居る騎士達をなぎ倒していた。ただし使い方は荒く、カリバーンからは常々文句を言われていた。

### 弱点
ソニックは充分なスピードがあれば水面を飛び越えることができるが、泳ぐことはできない。初期のゲームではソニックは水中である程度の時間息を止めることができた（途中で空気を補給すれば時間は延長される）が、3Dゲームでは基本的に水面下は底なし穴であるため即死である。ただし『ソニックアドベンチャーDX』の「ロストワールド」ステージは水面下でも呼吸できる。『ソニック カラーズ』では手足を動かすのではなく、無制限に行える多段ジャンプという形で水中での移動を行う。漫画『ソニック・ザ・コミック』ではソニックが泳げないことは彼の大きな弱点として扱われ、アニメ『ソニックX』および『ソニック・アンダーグラウンド』ではソニックのかなづちとして言及されたが、『ソニックX』の第9話ではソニックが溺れるエミーを潜って救助する場面がある。また、『ソニックアドベンチャー2』でソニックが「自分が思うように走れない狭い場所などが苦手」だということが判明している。
他にも『ソニックと秘密のリング』では板切れでサーフィンをして進むステージがあり、その際に相棒のシャーラから泳げないことを推察されたこともある。『ソニック・ザ・ヘッジホッグ3』『ソニック ワールドアドベンチャー』などの作品においては、十分なスピードがあると水上を走ることができる場合もある。
『ソニック カラーズ』以降の作品では、2Dパートにおいてのみ水中ステージが過去のシリーズに近い形で復活しているものもあり、それらを含めたほとんどにおいて、水中での息切れが近づくと専用のジングル曲が流れる演出がある。
例外として、『マリオ&ソニック AT 北京オリンピック』と『マリオ&ソニック AT ロンドンオリンピック』では水泳競技に参加している。ただしソニックが水泳競技に参加するというコンセプトは、すんなりと受諾されたわけではない。
ゲーム制作側は「オリンピックだからソニックも泳がせたい」と考えていたが、その旨をソニックの監修者に伝えたところ、「ソニックは泳げない（という設定）のだから無理」と物言いが付いた。しかしオリンピックにおける水泳競技は花形であり、「絶対に外せない」とした制作側は監修者と押し問答を繰り返し、一人だけビート板を使うなどの案も出たが、最終的に「水泳競技に参加する際はライフジャケットを付ける」と監修者が折り合いを付けることで決着した。そのため彼だけは水泳競技において着衣以外にも特殊な演出が施されている。泳ぎ方は走り泳ぎという独特のもので犬かきに近く、『マリオ&ソニック AT ロンドンオリンピック』では飛び込みの際の構えも大きく異なる。同作ではシンクロナイズドスイミングにも参加しており、他のキャラクターと同様に演技を魅せることができる。
同じハリネズミをモチーフとしたエミーやシャドウ、シルバーは、特に水が苦手という設定が存在しないため、オリンピックシリーズにおいてソニックのような配慮も施されていない。
『大乱闘スマッシュブラザーズシリーズ』ではソニックも普通に泳ぐことができるが、『大乱闘スマッシュブラザーズ SPECIAL』では水嫌いという個性が加えられ、リザードン、インクリング、ガオガエンと同様にダメージを受けるようになっている。スピリットのスキル「スイマー」で溺れなくしたり、スーパースターを取って無敵状態になっても水に浮かんでいる間はダメージを受ける。

## クラシックソニック
『ソニック ジェネレーションズ』や『ソニックフォース』などでは、モダンソニックと呼ばれる現在のソニックとは別に、『ソニックアドベンチャー』以前の作品を意識したクラシックソニックが登場する。タイムイーターにより事件に巻き込まれてしまい、その際にモダンソニックと出会う。性格はモダンソニックよりやんちゃであるが、陽気なところなど根本的な部分は変わらない。
メガドライブ時代のバリアやスケートボードを使いこなし、グラインドレールもスピン状態で乗れるが、代わりにホーミングアタックなどモダンソニックの使用する技は使用できない。言葉を話すことはできないが、代わりにボディランゲージなど身振り手振りで自分の意思を伝える。

## 実写映画
地球とは別の星で暮らしていた異星人として設定されており、幼少期にエキドゥナ族に襲われ、育ての親のフクロウ・ロングクローの手で地球に送られ、そのまま10年間独り隠れて暮らしていた。そのため、性格は陽気ではあるが寂しがり屋でもあり、ゲーム版に比べて年齢相応の幼さがみられる。また、ゲームでは触れられたことが無い幼少期の姿（ベビーソニック）も登場する。
超音速で走る能力に加え、体内に無限のエネルギーが秘められており、針の一本でもロボットの動力源になる程である。力がみなぎる時は青い光に包まれ、普段は緑色の瞳（虹彩）も青色に光る。7つのカオスエメラルドの力でスーパーソニックに変身する事が可能で、戦闘能力の向上や飛行能力の付加に加え、物質を生成する能力も持つ。カオスエメラルドの集合体と設定されたマスターエメラルドを使用しての変身も可能。
容姿については左右で繋がっていた眼球が分離され、腕は『ソニックトゥーン』と同じく青色に変更されている。当初はボロボロの靴を履いていたが、『ソニック・ザ・ムービー』の中盤で地球の少女からもらった赤いスニーカーに履き替える。制作当初は実際の人間の体格に近いキャラクターデザインであったが大きく不評を浴びたため、よりゲーム版に近いデザインに修正された。
『ソニック・ザ・ムービー』では永い孤独に耐えかね偶発的に電磁パルスを発生させる事件を起こし、事件の調査をしていたドクター・ロボトニックに追われ、その力を狙われるようになる。ロボトニックに追われる中でトム・ワカワスキーと出会い、共闘を経て親友同士になり、ロボトニックを撃退した後はトムの家で暮らすことになった。『ソニック・ザ・ムービー/ソニック VS ナックルズ』ではテイルスと出会い、彼と共にカオスエメラルドを探す旅に出る。エキドゥナ族唯一の生き残りであるナックルズに狙われるも、手を組んでいたロボトニックに騙された事に気づいて改心した彼と共闘し、スーパーソニックに変身して再度ロボトニックを倒した後、テイルスとナックルズもトムの家に居候する事になった。『ソニック×シャドウ TOKYO MISSION』ではテイルス・ナックルズと「チームソニック」を結成し、シャドウに立ち向かう。

## 変身
スーパーソニック
7つのカオスエメラルドの力によって変身。速さと力が上昇して無敵状態になる。全身のほとんどが金色に包まれ、虹彩の色も赤色になる。飛行もできるようになり、宇宙空間を飛ぶことすら可能である。速度は亜光速を超え光速に達することもできるが、消耗が激しいのでこの姿を長く維持することは出来ない。『ソニック・ザ・ヘッジホッグ2』以降のアクションゲームなどに多く登場する。『ソニック&ナックルズ』では、ナックルズもスーパー化が可能。『ソニックアドベンチャー2』以降のシャドウやシルバーもスーパー化が可能。またイギリス版『ソニック・ザ・コミック』では制御不能の悪に満ちた変身体として登場。その後、エミーたちによって分離されたが、スーパーソニックは死んではおらず、分離状態のままでソニックの敵となっている。またスカージもスーパー化が可能。『ソニックX』においては傷ついたクリス少年を何度も回復させたり、怒りに満ちた黒いスーパーソニックが登場したりした。
『大乱闘スマッシュブラザーズシリーズ』では、スマッシュボールを壊して使用する「最後の切りふだ」でスーパーソニックに変身し、高速で飛行できる。敵に接触すると、ダメージを与えて吹っ飛ばす。基本的に無敵であるが水に弱い点は克服できておらず、溺死は通常時と同様に発生する。また『ソニック・ザ・ヘッジホッグ3』ではオープニングデモでナックルズの攻撃によりダメージを受けたり、『ソニックワールドアドベンチャー』では冒頭でエッグマンの高エネルギー捕獲装置で動きを封じられた際に為す術がなく、さらにカオスエメラルドのエネルギーを吸収されて変身が解除される場面もある。
スーパーソニック2
ソニックフロンティアの追加コンテンツ「超・完全決戦」にて登場した、新たな変身形態。7つのカオスエメラルドの力によってソニックが変身した姿がスーパーソニックであり、その更に上をいく。
体を侵食してしまうサイバーエネルギーを、古代の技術力の力を借りて制御できるようになった結果、この変身を会得した。ただし、この力を教えた教官王ココ曰く「その力はソニックの為に作られた力ではないので脆い。できる限り同調させてはあるが、無理な使い方をすれば、力を失ってしまう」とのこと。
体の色はスーパーソニックと変わらないが、瞳の色が赤から青になっているほか、オーラが異なっている。
ハイパーソニック
『ソニック3&ナックルズ』に登場。7つのカオスエメラルドが変化した「スーパーエメラルド」の力によって制御された「マスターエメラルド（ピラー）」の力で変身する。能力はスーパーソニックとほとんど同じだが、新たにジャンプ中に8方向へのダッシュが出来るようになった。ダッシュする瞬間には画面が一瞬光り、画面内の敵を全滅させる事ができる。体色はカラフルに変化し残像も見えるほどのスピードを出せる。スーパーエメラルドでナックルズもハイパー化が可能、テイルスはスーパー化が可能となる。
ダークソニック
『ソニックX』に登場。メタレックスにクリスとコスモを傷つけられた怒りや憎しみによって黒く変化したソニック。形態はソニックの影のような姿。
ダークスパインソニック
『ソニックと秘密のリング』で登場。ソニックが7つの「世界リング」のうち3つを吸収し、胸に刺さっている「裁きの炎」を取り込み変身した姿。形態はソニックが公式に靴と手袋を着けず、4つの金色リングで素手裸足を見せている。身体の色は紺色で白いラインが走り、白目になるなど、一見すると凶悪な姿をしている。喋り方にも威圧感があり、少し攻撃的な性格になる。炎（裁きの炎）、風（ソニック）、闇（シャーラ）の力を使うことが出来る。ソウルゲージが格段に伸び、自らの力のみでソウルゲージを溜める事が出来る。スーパーソニックと違いリングは消費しないが、従来通りリング0枚の時にダメージを受けるとミスになる。
ソニック・ザ・ウェアホッグ
『ソニックワールドアドベンチャー』で登場。ダークガイアフォースの影響で、夜間になると全身毛むくじゃらの狼のような姿になってしまう。最初は手袋が破けて素手が露出し（チップには「手袋はどうしてるの？」と言われていた）、シューズにはスパイクがつく（元に戻るときには手袋、靴は直っている）。鋭く爪が伸び、腕が自在に伸縮、またその腕力も通常のソニックとは比べものにならない程の力を持つ。反面、脚力は低下し、足による攻撃を用いることはあるものの、スピード、ジャンプが弱体化した。その変貌ぶりには普段ソニックを追いかけているエミーですらも元がソニックだとは気付かないほどである。ウェアホッグとは造語で、かつ設定上の名前であり、本人は元の本名を名乗っている。性格は元のソニックと変わらないが、声優が変わったため、英語を話すことは少ない。『マリオ&ソニック AT ロンドンオリンピック』では、登場こそしていないがMii用のスーツとして登場している。
ソニックチームのプログラマーである片野徹は、ウェアホッグに対して多くのファンから批判が寄せられたことを認める一方、またいつかどこかで出したいと考えているとウェブ雑誌『ジ・エスケイピスト』の取材に対して述べている。

エクスカリバーソニック
『ソニックと暗黒の騎士』で登場。3つの聖なる武具「アロンダイト」「ガラティン」「レーヴァテイン」を取り込んだカリバーンの真の姿、「大聖剣エクスカリバー」を装備したソニック。ソニックの姿は黄金の鎧とフルフェイスの兜になる。圧倒的な強さを誇り、ソウルサージの速度もかなりのものである。前作のダークスパインソニックとは違い、性格は変わらない。リングは消費しない。

## 声優

### メイン
日本語音声
- 金丸淳一 - 『ソニックアドベンチャー』以降の関連作品、映画『シュガー・ラッシュ』シリーズ

英語音声
- ライアン・ドラモンド - 『ソニックアドベンチャー』から『セガ スーパースターズ』までの関連作品
- ジェイソン・グリフィス - 『ソニックX』、『ソニックラッシュ』から『ソニック&セガ オールスターズ レーシング』までの関連作品
- ロジャー・クレイグ・スミス - 『ソニックカラーズ』以降の関連作品、映画『シュガー・ラッシュ』

### その他
日本語音声
- 古川登志夫 - 『ソニック・ザ・ヘッジホッグ』のテレビCM、アーケードゲーム『わくわくソニックパトカー』
- 草尾毅 - 『セガソニック・ザ・ヘッジホッグ』、『セガソニック コスモファイター』、『セガソニック ポップコーンショップ』
- 西村真人 (まぢん) - 『ソニック・ザ・ヘッジホッグCD』

『CD』のランドスケープ・デザイナー。残り人数が増えた時の「Yes!」、3分間の無操作状態が続いた際ステージからソニックが退場する前に発する言葉「I'm outta here.」の声を担当。当初プロ声優に声を依頼する案が出ていたが、セリフが少ないこと、彼がUFOキャッチャーの景品用に作られたソニックのぬいぐるみに似ていたため起用されたという経緯がある。
- 菊池正美 - OVA『ソニック・ザ・ヘッジホッグ』
- 関智一 - 『ソニック ワールドアドベンチャー』：ソニック・ザ・ウェアホッグ
- 中川大志 - 『ソニック・ザ・ムービー』シリーズ
- 寺嶋眞秀 - 『ソニック・ザ・ムービー』：ベビーソニック（幼少期のソニック）

原語版と同じく子役が起用された。
- 川田紳司 - 『チップとデールの大作戦 レスキュー・レンジャーズ』：アグリー・ソニック

英語音声
- ジャリール・ホワイト - DICエンターテインメントのアニメ
- マーティン・バーク - OVA『ソニック・ザ・ヘッジホッグ』
- ベン・シュワルツ - 『ソニック・ザ・ムービー』シリーズ
- ベンジャミン・ヴァリック - 『ソニック・ザ・ムービー』：ベビーソニック（幼少期のソニック）

ソニックの担当声優に子役が起用された初の事例である。
- ティム・ロビンソン - 『チップとデールの大作戦 レスキュー・レンジャーズ』：アグリー・ソニック
- デヴェン・マック - 『ソニックプライム』

## 音楽
ソニックのテーマソングはゲームの中に複数存在する。ソニックはロックに関連付けられることが多い。また、ウェアホッグはジャズに関連している。
- ソニック・ザ・ヘッジホッグ2：『Wizards of the Sonic』 - WestBam
- ソニック・ザ・ヘッジホッグCD（オリジナル・サウンドトラック）：『Sonic - You Can Do Anything』 - 宇徳敬子 /『Sonic Boom』 - Pastiche
- ソニックアドベンチャー：『It Doesn't Matter』 - Tony Harnell
- ソニックアドベンチャー2：『Live&Learn』 - Crush40
- ソニックヒーローズ：『We Can』 - Tony Harnell&Ted Poley（チームソニックのテーマソング）
- ソニックライダーズ：『High Flying Groove』 - 澤田朋伯（チームヒーローズのテーマソング）
- ソニック・ザ・ヘッジホッグ（2006年）：『His World』 - ゼブラヘッド
  - 『Sweet Sweet Sweet - 06 Akon Mix -』 - DREAMS COME TRUE feat. Akon（ソニック編のエンディングテーマ）
- ソニックライダーズ シューティングスターストーリー：『Un-gravitify』 - 澤田朋伯（チームヒーローズのテーマソング）
- 『They Call Me Sonic』（1996年）

## ソニックに関する逸話
- 2009年ごろ、アメリカ・カンザス州ローレンツ市に住むキング君（当時11歳）は大好きなソニックの影響でハリネズミをペットに飼いたいと思うも、ローレンツ市では齧歯類の飼育を禁止していたため、キング君は同市市役所に「ハリネズミを飼いたい」と、嘆願書を提出。その後、3年間に渡り母と一緒にハリネズミに関する調査資料も提出し、その後ローレンツ市はキング君の訴えを全面的に認め、齧歯類の飼育を認めることになった[61]。
- 2019年、日本の三重県名張市に程近い山道に、なぜかソニックの像が置いてある事がネットのゲームニュースサイトで取り上げられた[62]。元々この記事が出る数年前、一般の人物がこの像を写真に撮りTwitterで公開していた事で発見されたのだが、この時点では場所は明かされていなかった。しかしあまりにも意外性のある設置状況（不法投棄の可能性も示唆されている）が徐々に話題を呼び、特にソニック人気の高い海外で場所を特定しようという動きが高まり、その場所が判明。今ではgoogleマップでもその場所が有志によってマーキングされ誰でも容易に確認することが出来るようになった（マップのリンク先は出典記事を参照）。
- 査読された論文など権威ある文書にタンパク質のソニック・ヘッジホッグ(SHH)という記載があるが、本稿のキャラクターに影響を受けて付けられた名称であり、こちらのほうが先発である。